# Hong Kong Coliseum

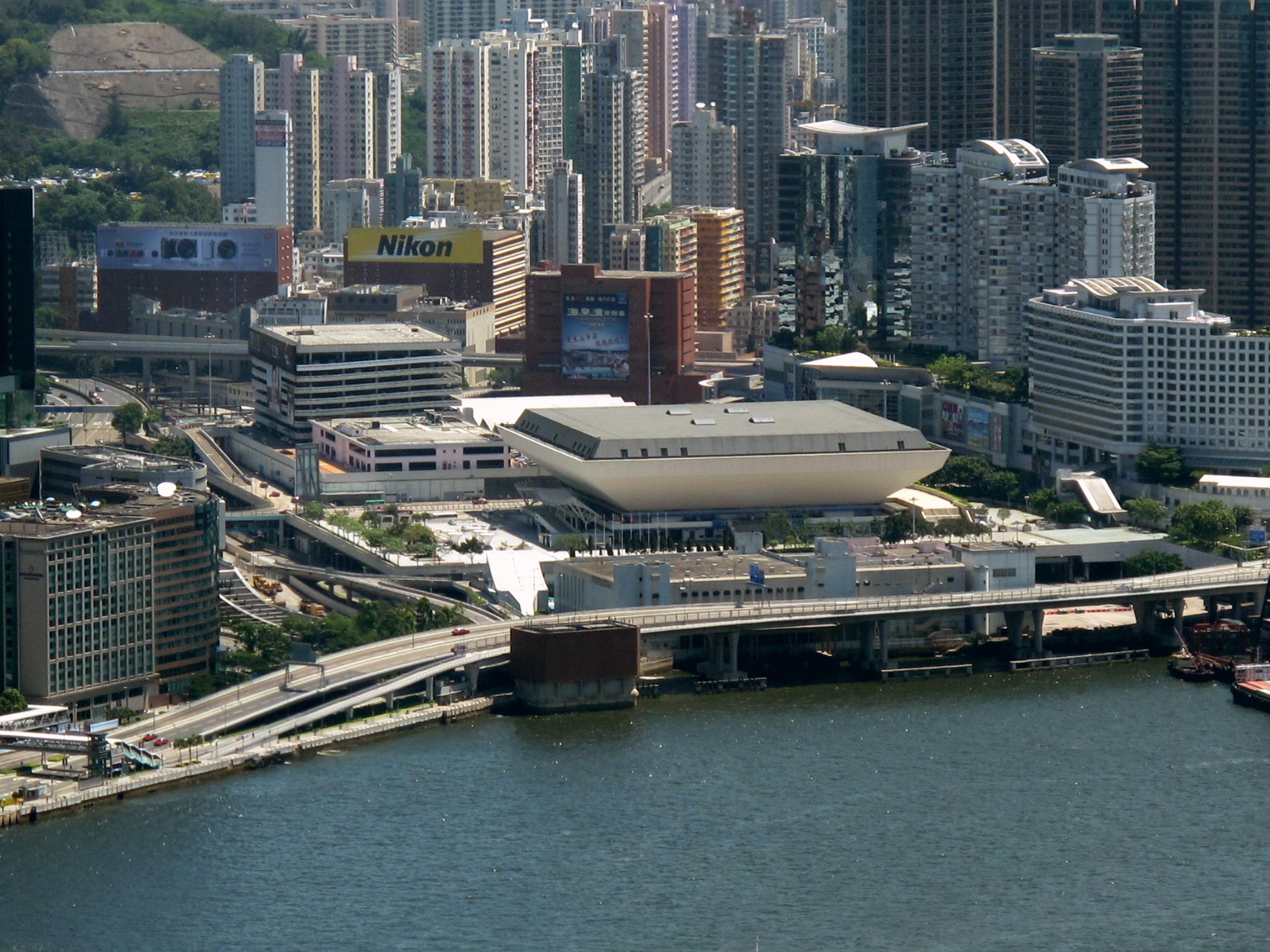
Hong Kong Coliseum vom Meer, Hung Hom 2010

Das Hong Kong Coliseum, kurz HKC (chinesisch 香港體育館 / 香港体育馆, Pinyin Xiānggǎng Tǐyùguǎn, Jyutping Hoeng1gong2 Tai2juk6gun2), lokal auch bekannt als das Hung Hom Coliseum (紅磡體育館 / 红磡体育馆,  Hóngkàn Tǐyùguǎn, Jyutping Hung4ham3 Tai2juk6gun2, kurz 紅館 / 红馆,  Hóngguǎn, Jyutping Hung4gun2) ist eine Mehrzweckhalle auf der Halbinsel Kowloon in der chinesischen Sonderverwaltungszone Hongkong. Es bietet für bis zu 12.500 Menschen Platz bei Konzerten und ist somit das zweitgrößte Veranstaltungsgebäude Hongkongs nach der 2005 eröffneten AsiaWorld-Arena. Die zentrale Hauptnutzungsfläche der Arena beträgt 1.680 Quadratmeter. Neben der Arena sind Konferenzräume sowie V.I.P.-Eingänge und mehrere Rezeptionen Teil des Gebäudekomplexes. Neben Konzerten finden dort auch Sportwettkämpfe wie beispielsweise Volleyball, Badminton, Futsal („Fünfer Fußball“), Kurzstrecken-Schwimmwettbewerbe oder Eisschnelllaufen statt.

## Geschichte
Die Anfänge zum Bau einer Veranstaltungshalle für Hongkong begannen bereits in den 1960er Jahren bei der damaligen städtischen Verwaltungsbehörde „Urban Council“ (市政局 – „Städtisches Verwaltungsrat bzw. Städtisches Verwaltungsamt“). Das ursprüngliche Vorhaben, ein geeignetes Grundstück in der Innenstadt auf der Insel Hongkong zu finden, schlug fehl. Nach langer Suche entschied sich die damalige britische Kolonialregierung an der ehemaligen Hung-Hom-Bucht (紅磡灣) auf dem Halbinsel Kowloon Land im Meer zu gewinnen, da etwa zur gleichen Zeit im Stadtteil Hung Hom der damals neue „Bahnhof Kowloon“ (heute Bahnhof Hung Hom) inklusive Frachtplatz und Lagerhalle (紅磡貨場) für den Gütertransport per Bahn (KCR) gebaut werden sollte. Die Gründungsarbeiten zur Arena sollten ursprünglich im März 1973 beginnen. Doch aufgrund von Kostenfragen bei der Bauentwicklung begannen die Arbeiten zum Bau offiziell erst 1977. Die Fertigstellung des Gebäudes fand im März 1981 statt; es wurde von Edward Youde, dem damaligen Gouverneur von Hongkong, am 27. April 1983 eröffnet. Große Teile der aufwendigen Bühnenbeleuchtung lieferte die in Deutschland ansässige Bühnenlichtfirma um Designer Michael Zilz aus Köln. Die Stadtregierung beteiligte sich mit 23,5 Millionen an den insgesamt 140 Millionen HKD Baukosten. Nachdem die Verwaltungsbehörde „Urban Council“ 2000 aufgrund einer Verwaltungsreform aufgelöst wurde, verwaltet die heutige „Leisure and Cultural Services Department“ (LCSD, 康樂及文化事務署, kurz 康文署) die Anlage.
Am 5. Mai 1983 veranstaltete der Hongkonger Sänger und Schauspieler Sam Hui das allererste Konzert im damals neuerrichteten Hong Kong Coliseum. Seither gilt das Hong Kong Coliseum neben Veranstaltungen bei Sport auch beim Unterhaltungs- und Showgeschäft als eine der Topveranstaltungsadressen bei Künstlern und Sängern in Hongkong und Asien.

## Renovierung
Die Hongkonger Regierung investierte 2008 160 Millionen HKD als Renovierungs- bzw. Verbesserungsmaßnahmen ins Hong Kong Coliseum, damit dieses als Veranstaltungsort für die Ostasienspiele 2009 dienen konnte. Die Arbeiten dauerten ungefähr ein halbes Jahr vom 1. Juli 2008 bis zum 27. Januar 2009. Die Maßnahmen umfassten beispielsweise:
- Erneuerung der Einrichtung der Empfangs- und V.I.P.-Räume
- Überarbeitung der Beleuchtungssysteme
- Erneuerung der 10.500 Sitzplätze der Zuschauertribüne
- Einbau eines neuen Anzeigetafelsystems
- Installation einer technischen Einrichtung zur Preisverleihungszeremonie
- Instandsetzung der Bühnentechnik zur Unterstützung der Hinter- und Vorderbühne

Mit der technisch erneuerten und renovierten Einrichtung konnte das Hong Kong Coliseum am 28. Januar 2009 wieder in den normalen Betrieb gehen.

## Geografie und Verkehr
Das Hong Kong Coliseum liegt im verkehrstechnisch gut erschlossenen Stadtteil Hung Hom auf der Halbinsel Kowloon. Das Gebäude ist gut an das ÖPNV-Netz Hongkongs angebunden und verfügt über eine Haltestelle der MTR-U-Bahn unterhalb des Gebäudes, die auf der „East-“ sowie „West-Rail-Line“ liegt. Es verfügt über Parkplätze für Bus- und PKW-Verkehr. In direkter Nachbarschaft liegt der Bahnhof Hung Hom mit Direktzugverbindungen der KCR in Richtung Festlandchina. Verschiedene Linienbusse (Kowloon Motor Bus, New World First Bus, Citybus), 19-sitzige Minibusse (ähnlich wie Sammeltaxis) und Taxen mit Anbindung in Richtung Tsim Sha Tsui-East (kurz TST-Ost), New Territories und Hong Kong Island verkehren am Bahnhof. Per PKW ist der Veranstaltungsort über den Cross-Harbour Tunnel und der städtischen Autobahnen der Route 1 und 4 angebunden. In unmittelbarer Nähe befindet sich die Polytechnische Universität Hongkong.

Hong Kong Coliseum – Verkehr
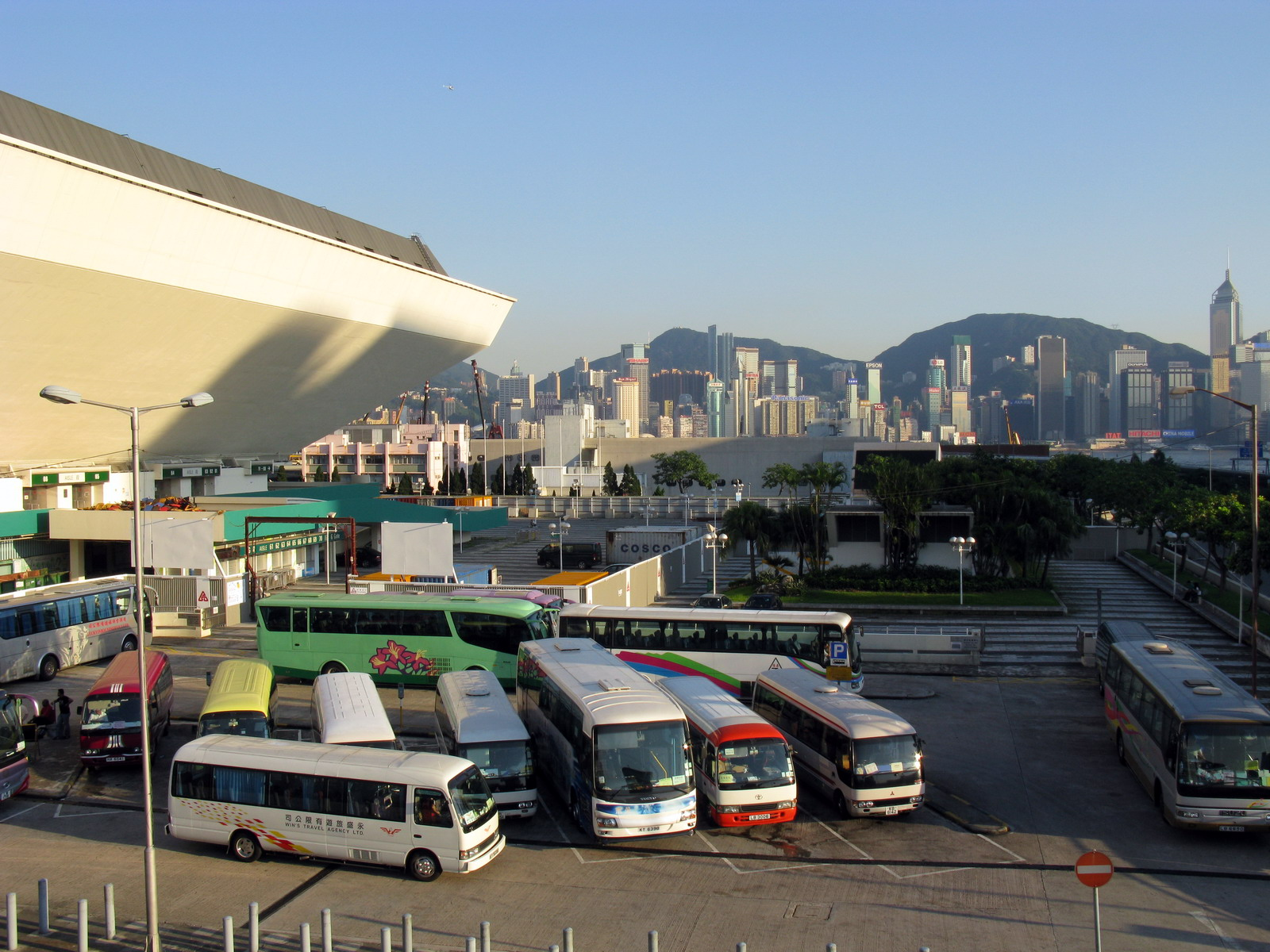
„Coliseum“ und Parkplatz, 2008
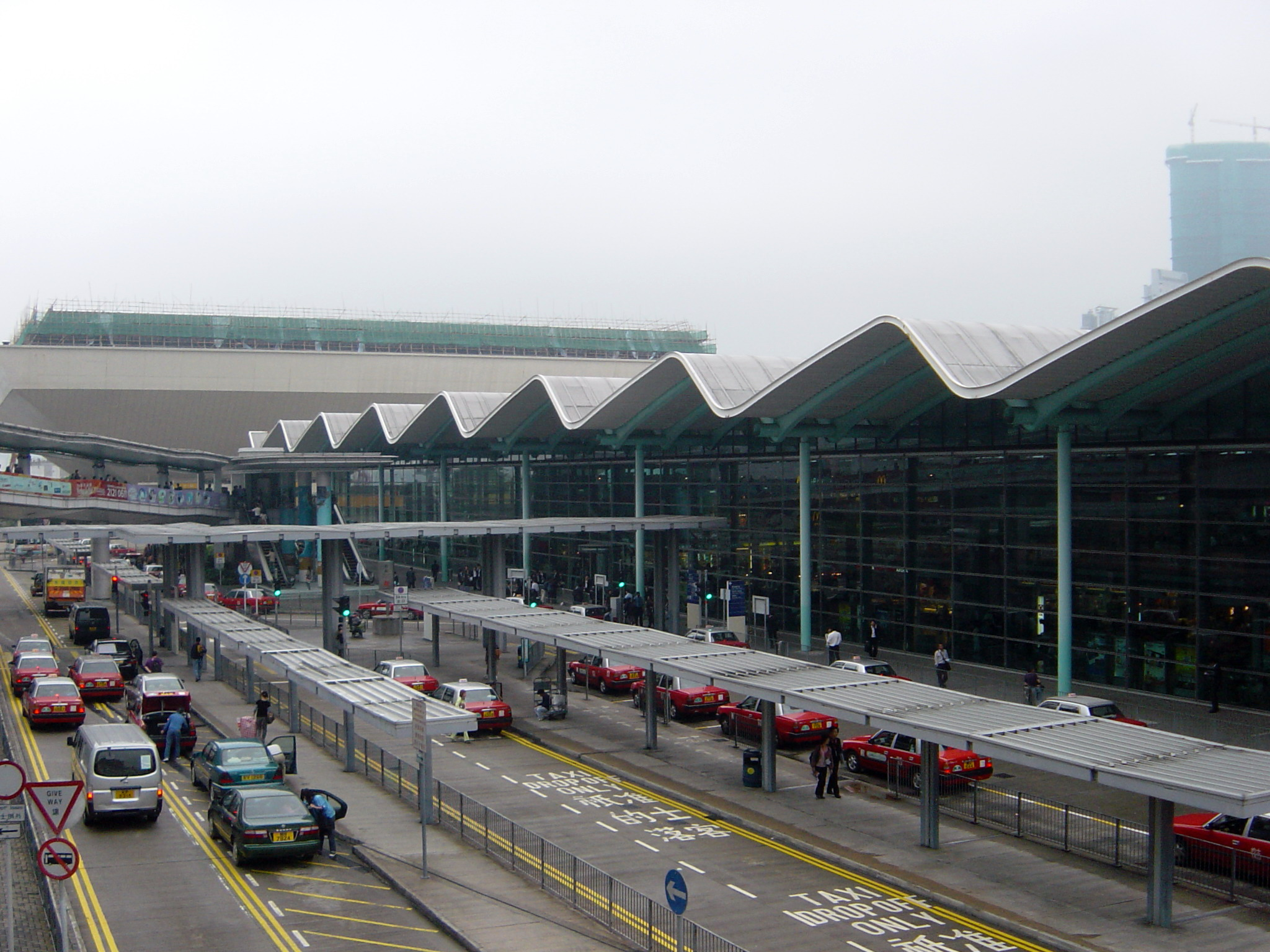
„Coliseum“ und Bahnhof, 2006
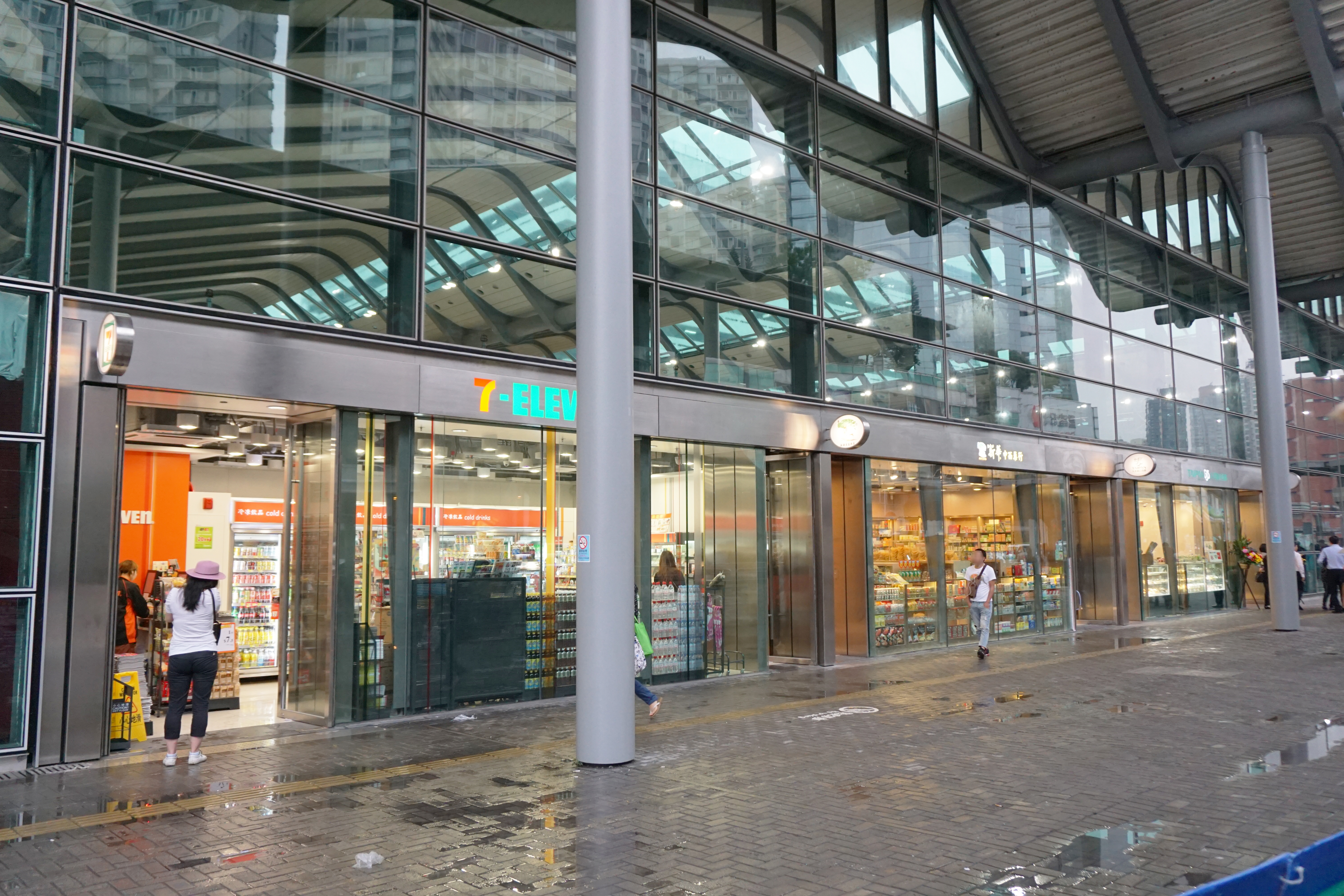
Südeingang Bahnhof, 2016
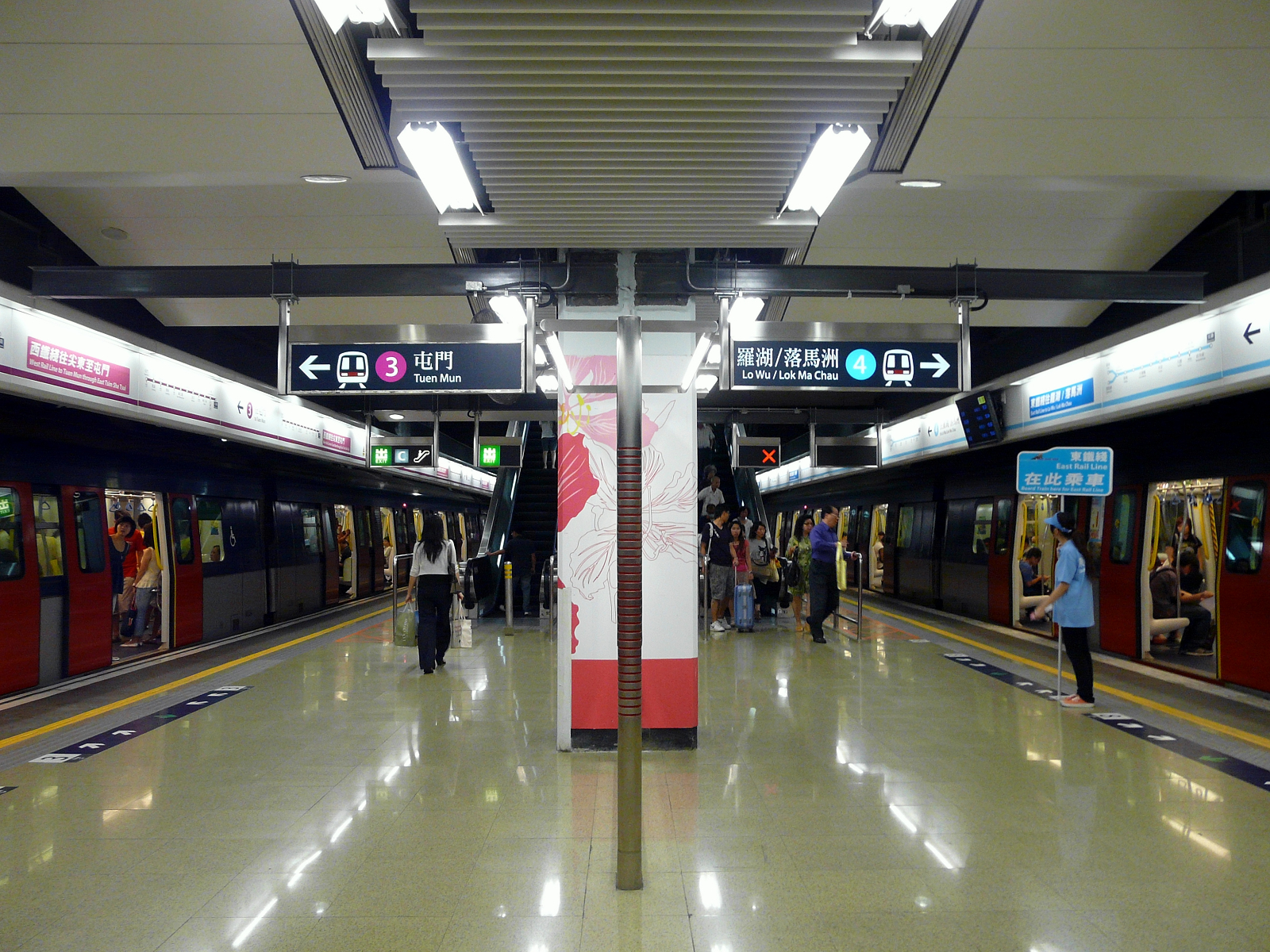
„East-“ und „West-Rail-Line“, 2009

## Veranstaltungen (Auswahl)
- 1983: Sam Hui – Erste „Showveranstaltung“ im neu errichteten Mehrzweckhalle.
- 1984: Eric Clapton – Money and Cigarettes World Tour[4]
- 1990: Eric Clapton – Journeyman World Tour[5]
- 1992: Futsal-Weltmeisterschaft 1992
- 2002: Volleyball World Grand Prix 2002
- 2009: 5. Ostasienspiele – Erste „Sportveranstaltung“ im neu renovierten Mehrzweckhalle.
- 2011: Hong Kong Open (Badminton)[6]
- 2011: IFC Cheerleading World Championship[7]
- 2013: S.H.E. – Together Forever World Tour – Hong Kong[8]

## Galerie

Hong Kong Coliseum – Außen
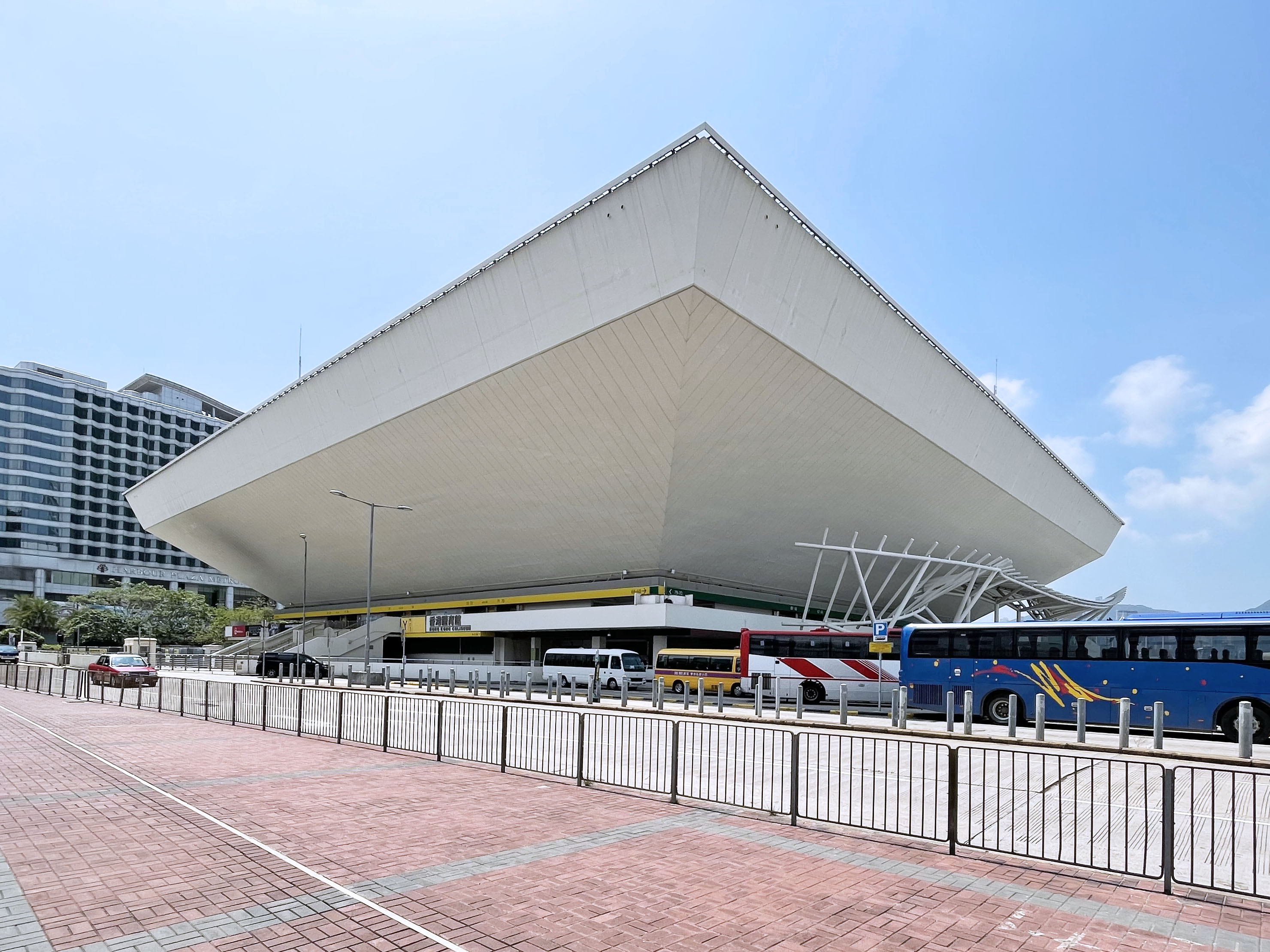
Taxis und Busse
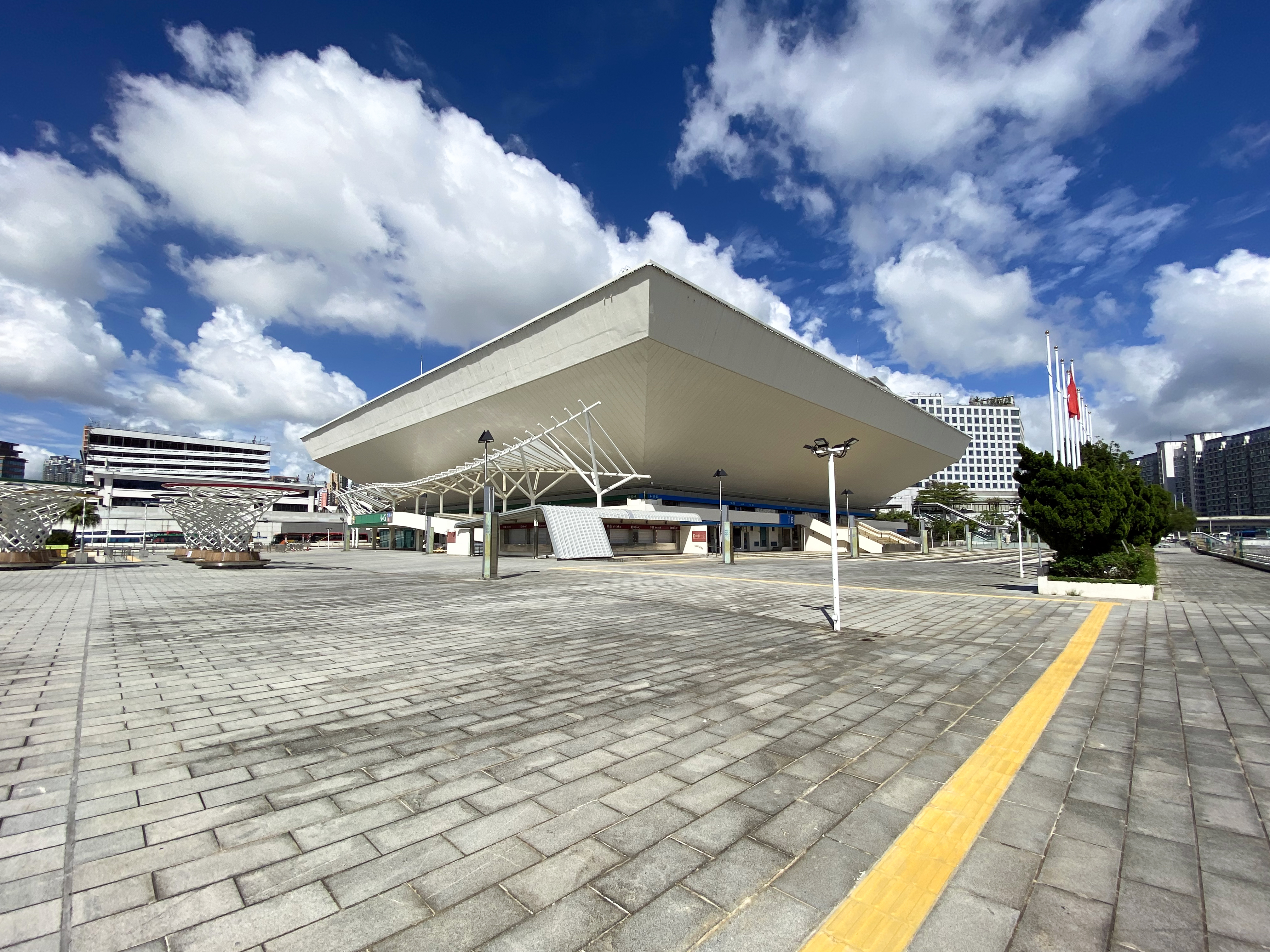
Vorplatz
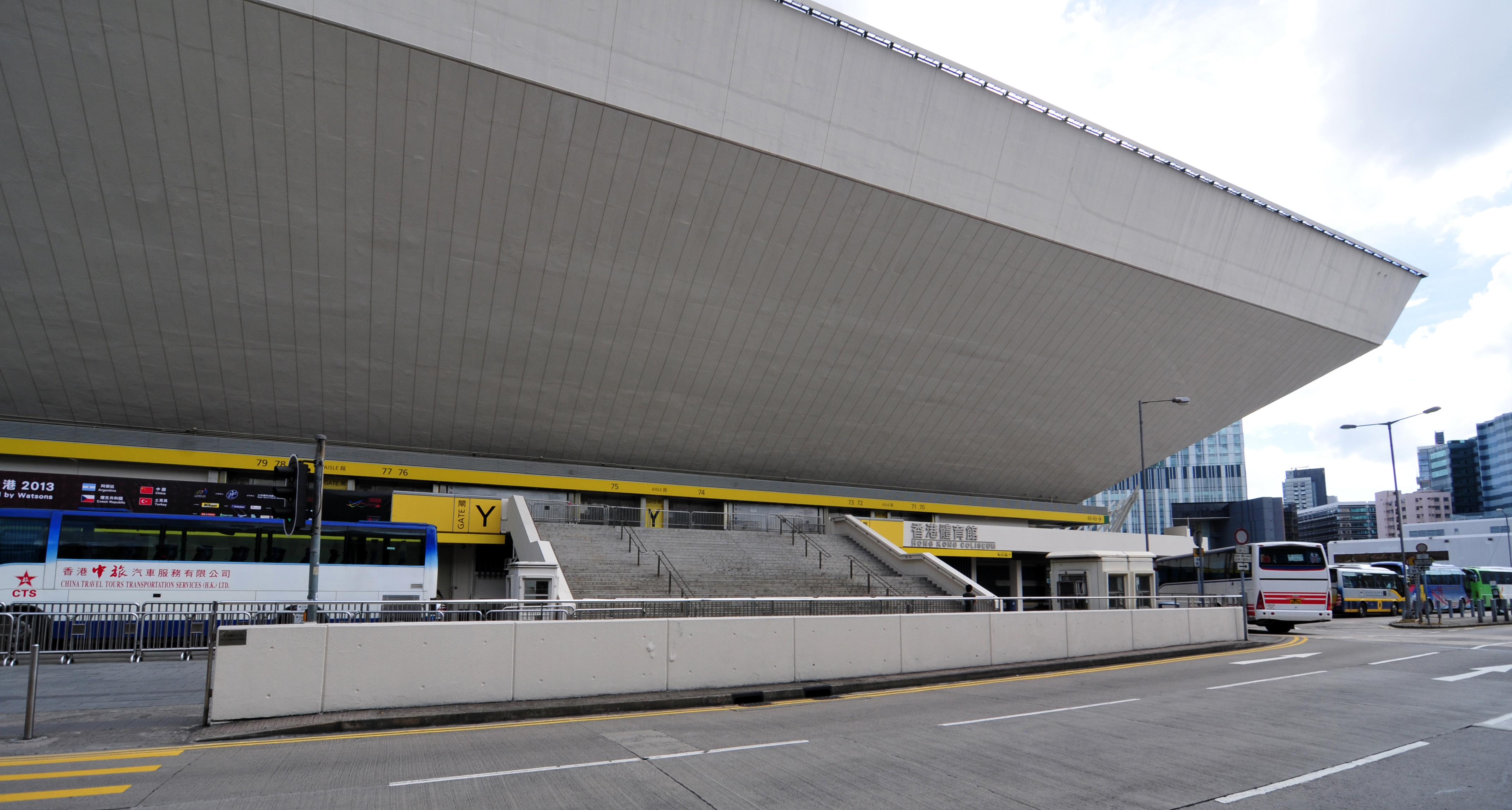
Eingang und Einfahrt
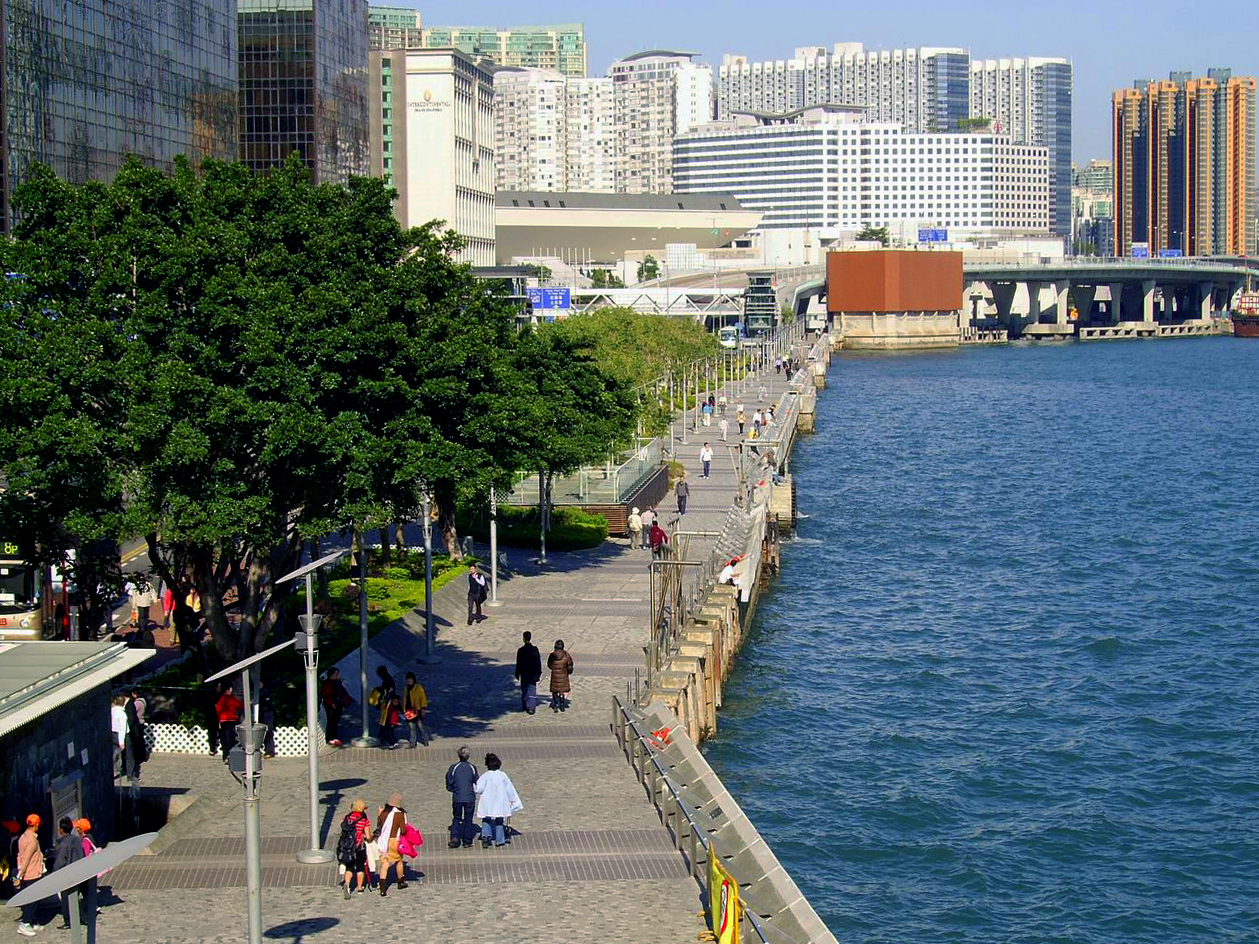
TST-Uferpromenade

Hong Kong Coliseum – Innen
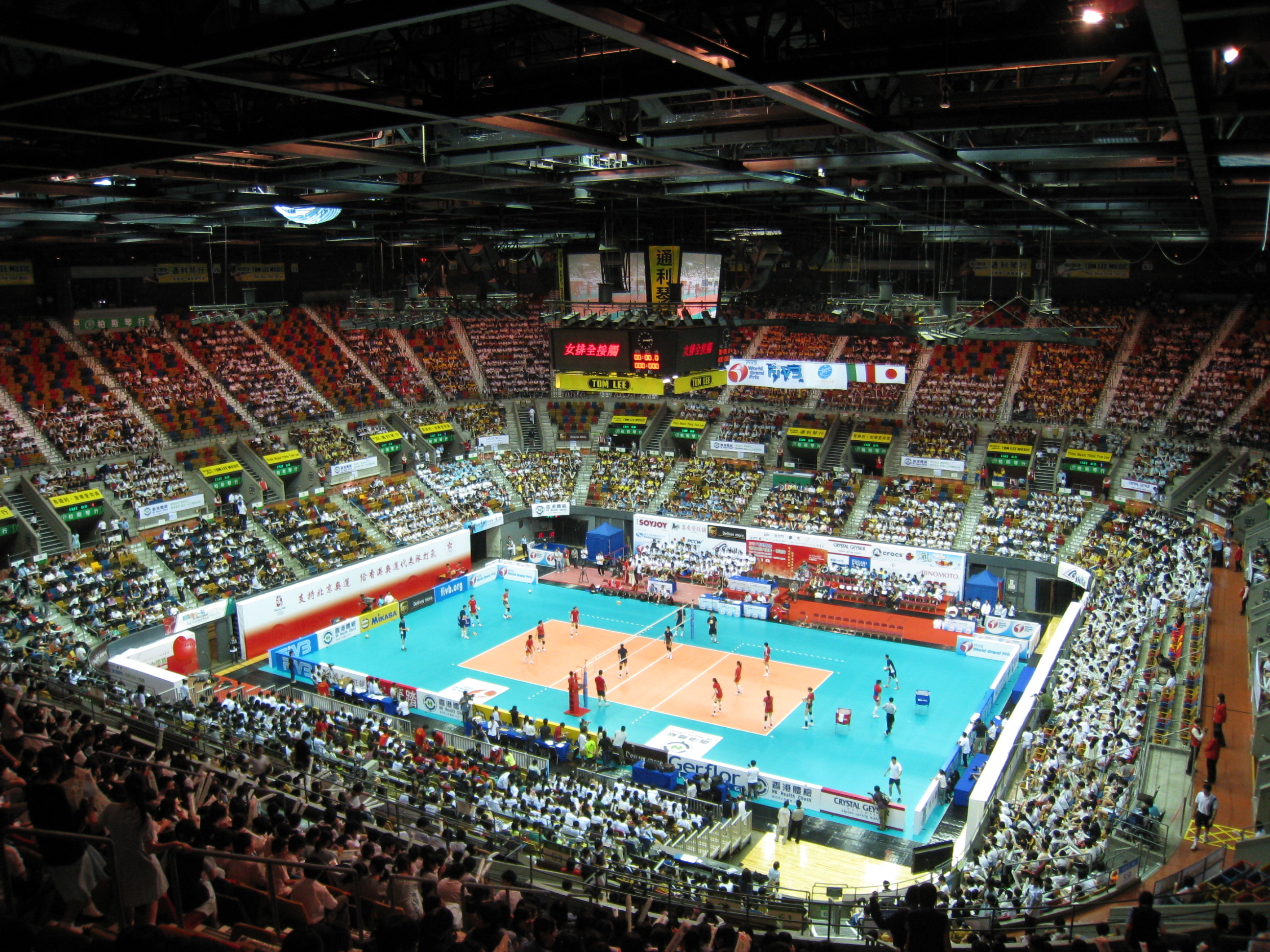
FIVB-Wettbewerb, 2008
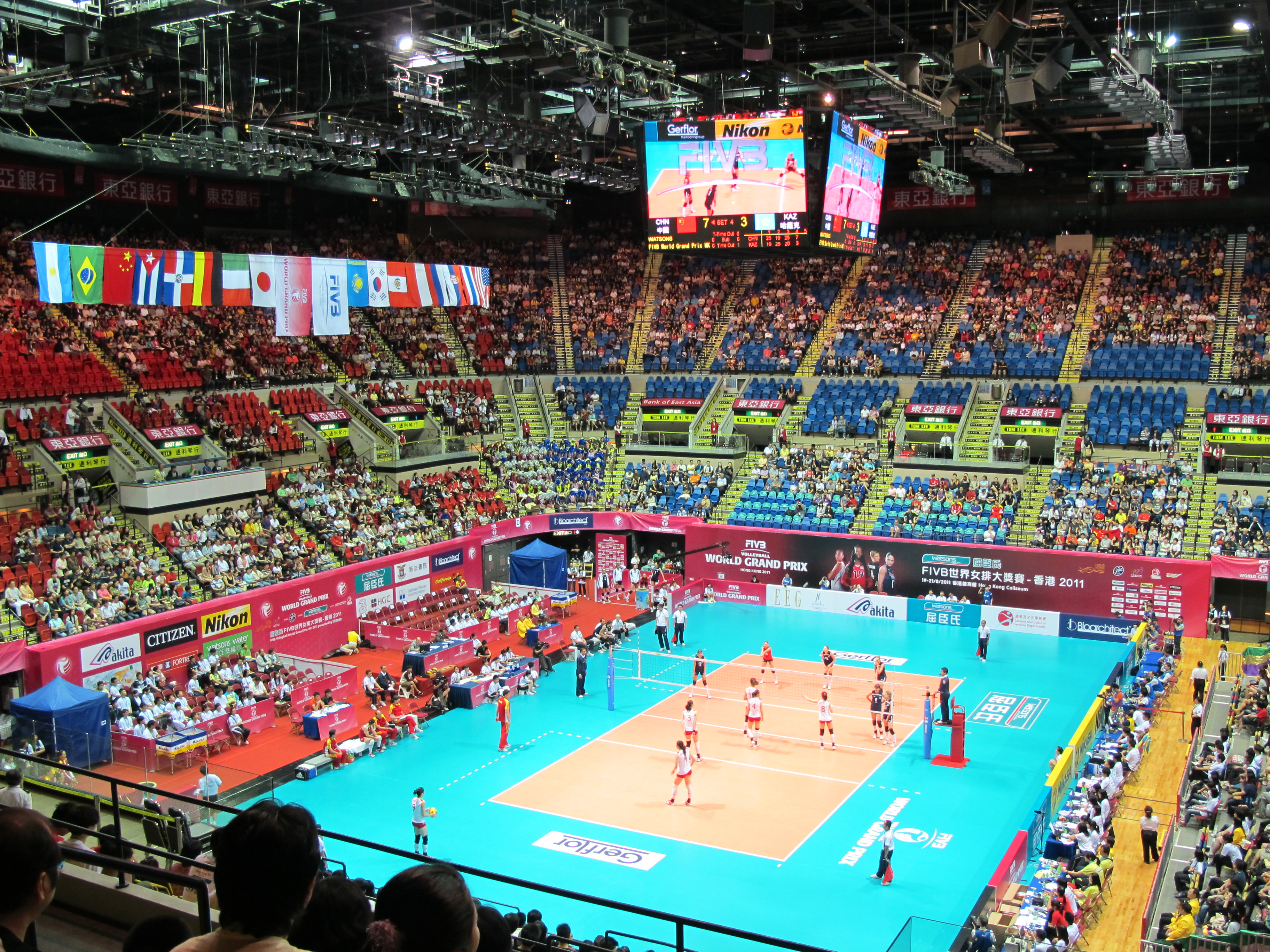
FIVB-Wettbewerb, 2011
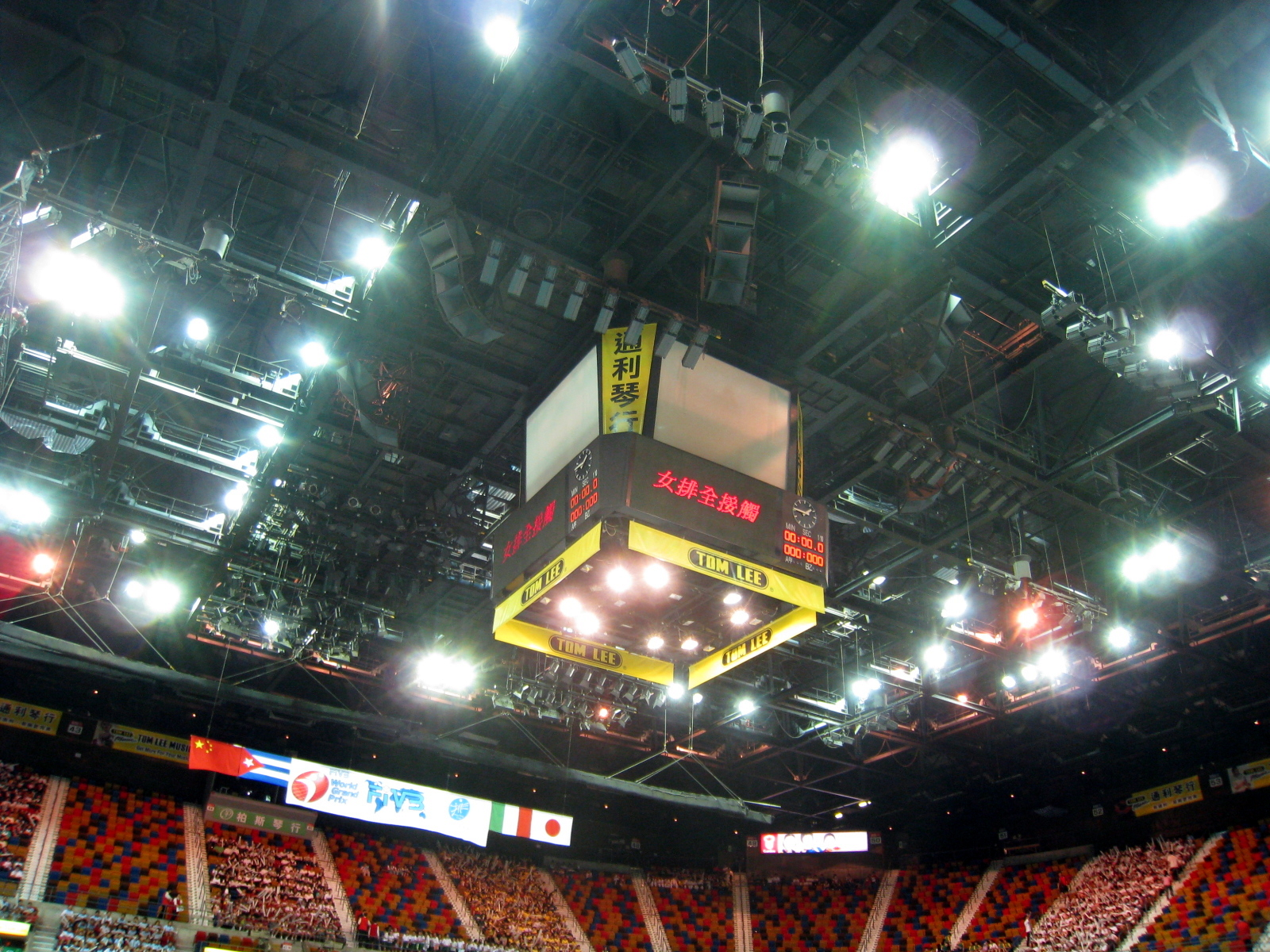
Decke Coliseum, 2008
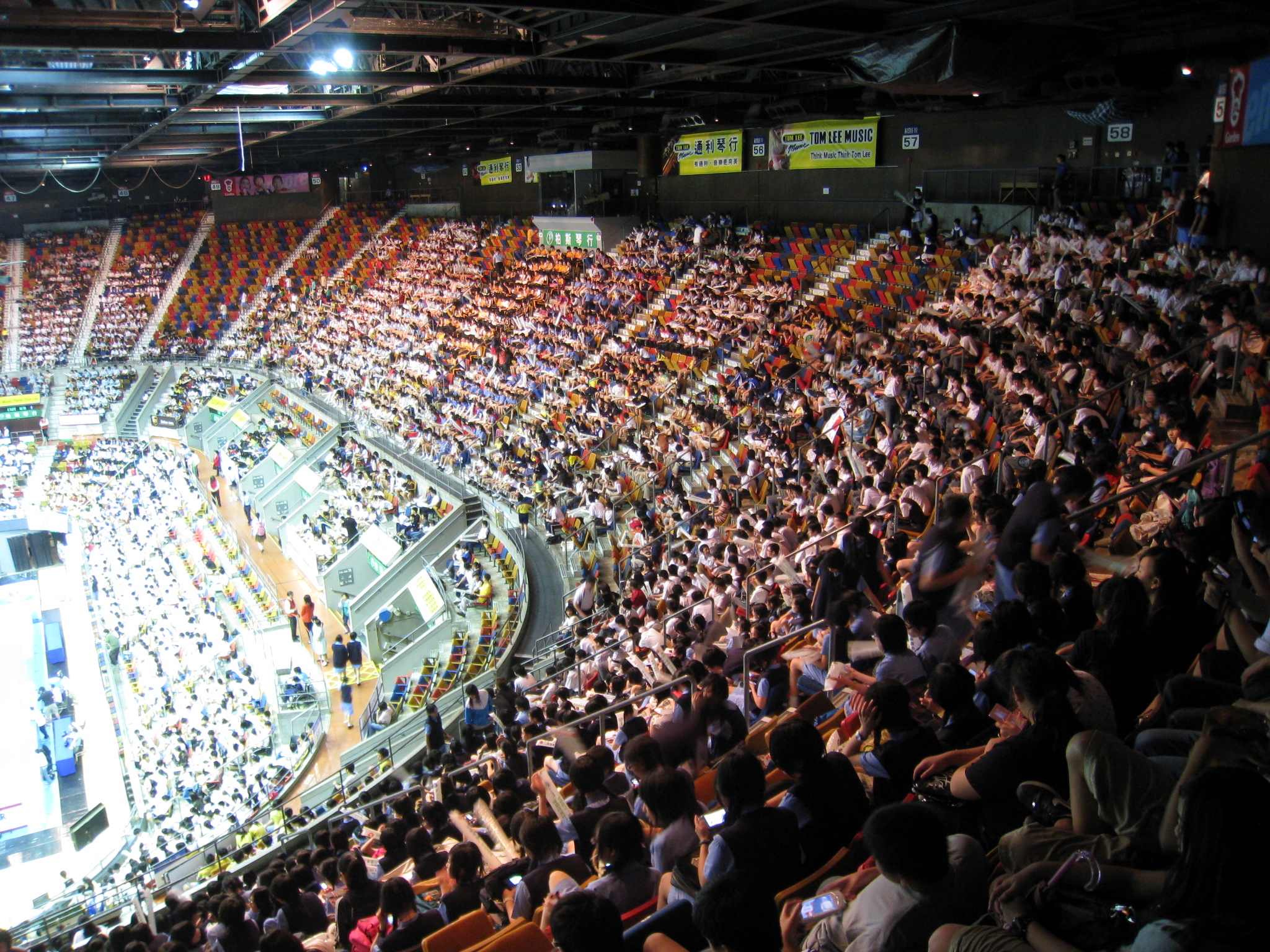
Zuschauertribüne, 2008